# Henry Draper
Henry Draper (Contea di Prince Edward, 7 marzo 1837 – New York, 20 novembre 1882) è stato un medico e astronomo statunitense.

## Biografia
Il padre di Henry, John William Draper, era un noto medico, chimico e professore alla Università di New York; è stato inoltre il primo a fotografare la Luna attraverso un telescopio nell'inverno 1839-1840. La madre, Antonia Coetana de Paiva Pereira Gardner, era la figlia del medico personale dell'imperatore del Brasile. Era zio dell'astronoma Antonia Pereira Maury.
Henry ottenne il suo Undergraduate degree a soli vent'anni, nel 1857. Non potendo accedere agli studi superiori perché troppo giovane prese un anno sabbatico e si recò in Irlanda dove frequentò William Parsons, III conte di Rosse, un famoso astronomo che aveva fatto costruire il più grande telescopio dell'epoca, il Leviatano di Parsonstow. Quando Henry rientrò a casa iniziò a progettare i suoi telescopi per poter applicare le sue conoscenze fotografiche all'astronomia.
Terminati gli studi Draper lavorò prima come medico al Bellevue Hospital, e in seguito come professore e preside di medicina all'Università di New York. Nel 1867 sposò Mary Anna Palmer, una donna molto nota nell'alta società.
Draper fu uno dei pionieri dell'uso dell'astrofotografia. Nel 1872 ottenne la prima immagine dello spettro di una stella (Vega), nel 1874 diresse una spedizione per fotografare il transito di Venere sul disco solare, e, in seguito, nel 1880, ottenne la prima fotografia della Nebulosa di Orione. Per la sua attività ricevette numerosi premi, tra cui la laurea ad honorem dall'Università di New York e dall'Università del Wisconsin, una medaglia del Congresso per aver diretto la spedizione del 1874, e l'elezione sia alla National Academy of Science e alla Astronomische Geselleschaft. Inoltre, fu membro della American Photographic Society, della American Philosophical Society, della American Academy of Arts and Sciences e della American Association for the Advancement of Science.
Dopo la sua morte prematura per una pleurite, la vedova finanziò la Medaglia Henry Draper per i contributi allo sviluppo dell'astrofisica, e la costruzione di un telescopio, che fu utilizzato per creare il Catalogo Henry Draper degli spettri stellari. Questo telescopio si trova ora all'osservatorio astronomico di Piwnice, vicino a Toruń, in Polonia. Il suo osservatorio, ove egli scattò le sue più famose fotografie della luna, si trovava a Hastings-on-Hudson, New York, ed oggi esso è la sede della Hastings-on-Hudson Historical Society.

## Riconoscimenti
Gli è stato dedicato sulla Luna il cratere Draper.